# علي الزبيدي (لاعب كرة قدم مواليد 1993)
علي الزبيدي مواليد 4 يناير 1993 في الدمام، هو لاعب كرة قدم سعودي يلعب في نادي العلا كظهير أيمن.

## مسيرة اللاعب
كانت بداياته مع نادي الاتفاق و أعير إلى النادي الأهلي في عام 2013 و عاد بعدها إلى نادي الاتفاق و في عام 2015 انتقل بشكل رسمي إلى النادي الأهلي و أعاره الأهلي إلى نادي الرائد في عام 2018 و أعير إلى نادي الوحدة في عام 2019 و بعد موسم إنتقل إلى نادي الوحدة بشكل رسمي و بعدها وقع مع نادي الفيحاء و انتقل إلى نادي الفتح مطلع عام 2022 وانتقل إلى نادي العلا في عام 2024.

## روابط خارجية
- علي الزبيدي على موقع قاعدة بيانات كرة القدم.إي يو (الإنجليزية)
- علي الزبيدي على موقع ناشيونال فوتبول تيمز (الإنجليزية)
- علي الزبيدي على موقع Soccerway.com (الإنجليزية)
- علي الزبيدي على موقع كووورة